# José Martins Filho
José Martins Filho (Santos, 11 de setembro de 1943) é o médico pediatra, neonatologista, professor titular emérito de pediatria da Unicamp que foi reitor da universidade entre os anos de 1994 e 1998, onde criou durante sua gestão o Centro de Apoio aos Funcionários (CAF)
Membro da Sociedade Brasileira de Pediatria (SBP), ocupa a cadeira número 21 da Academia Brasileira de Pediatria. Foi também fundador do Grupo Nacional de Estímulo ao Aleitamento Materno da SBP. Lutou pelo aumento da licença de três meses para quatro meses através do grupo de estímulo ao aleitamento materno da SBP e do Ministério da Saúde, no Instituto Nacional de Alimentação e Nutrição (INAN).

## Prêmios
- 2015 - Prêmio Mérito Científico SMCC (Sociedade de Medicina e Cirurgia de Campinas), Unimed Campinas.
- 2011 - XI Prêmio Paes Lemes da SMCC, Sociedade de Medicina e Cirurgia de Campinas.
- 2009 - Prêmio Análise Medicina, Editora Análise-Medicina.
- 2009 - Prêmio Análise Medicina por ter seu nome apontado como um dos Mais Admirados na especialidade Pediatria, Análise Editorial.
- 1996 - Prêmio Jabuti “Lidando com Crianças Conversando com os Pais”, Câmara Brasileiro do Livro.[2]